# Jungfru Marie himmelsfärd (målning)
Jungfru Marie himmelsfärd (italienska: Assunta) är en stor altartavla av den italienske renässanskonstnären Tizian som utfördes 1516–1518. Den är fortfarande kvar på samma plats som Tizian målade den för, ovanför högaltaret i franciskankyrkan Santa Maria Gloriosa dei Frari i Venedig.
Målningen föreställer Jungfru Marie himmelsfärd; att Jungfru Maria slutligen upptogs till himlen är gemensam tro i den romersk-katolska och de ortodoxa kyrkorna och firas sedan 500-talet den 15 augusti.  
Målningen var Tizians första betydande venetianska beställningsverk och blev ett genombrott för honom. Den markerar en ny stil hos konstnären och det venetianska måleriet. De vanligtvis stillsamma, nästan meditativa helgonen, är här målade med en livfullhet i såväl gestaltning som färg. Bilden har en uppåtsträvande dynamik och en expressiv dramatik, som kommer till uttryck i figurernas mäktiga rörelser. Bland annat Jungfru Marias klädnad har en speciell röd nyans, som har kommit att kallas Tizianrött. Alla gestalterna är fångade i ett dramatiskt gestikulerande. Apostlarna sträcker sig uppåt mot Maria, som med vindblåsta draperingar uppbärs i en strålkrans av gyllene ljus, och Gud Faders gestalt håller armarna utsträckta i lätt lutning, som om han svävade genom bildplanet. För Maria använder Tizian en konventionell kontrapost-pose, vilken förlänar hennes kropp en viss vridning. De två mest framträdande apostlarna bildar kompositionellt en triangel som pekar upp mot Marias skrud och Gud Fader. Med denna målning visade Tizian att han inte bara påverkats av konstnärer i Florens och Rom, såsom Michelangelo och Rafael, utan också att han kunde konkurrera med dem i beställningar och dramatiskt bildberättande. 
Tizian målade två altartavlor för kyrkan Santa Maria Gloriosa dei Frari. Förutom Jungfru Marie himmelsfärd målade han även Familjen Pesaros madonna (1519–1526) som bygger på en innovativ användning av diagonaler. Familjen Pesaro, med den knäböjande biskopen Jacopo Pesaro i spetsen, presenteras av Petrus och Franciskus av Assisi för Jungfru Maria och Jesusbarnet och tackar för segern över turkarna 1502.  

## Bilder

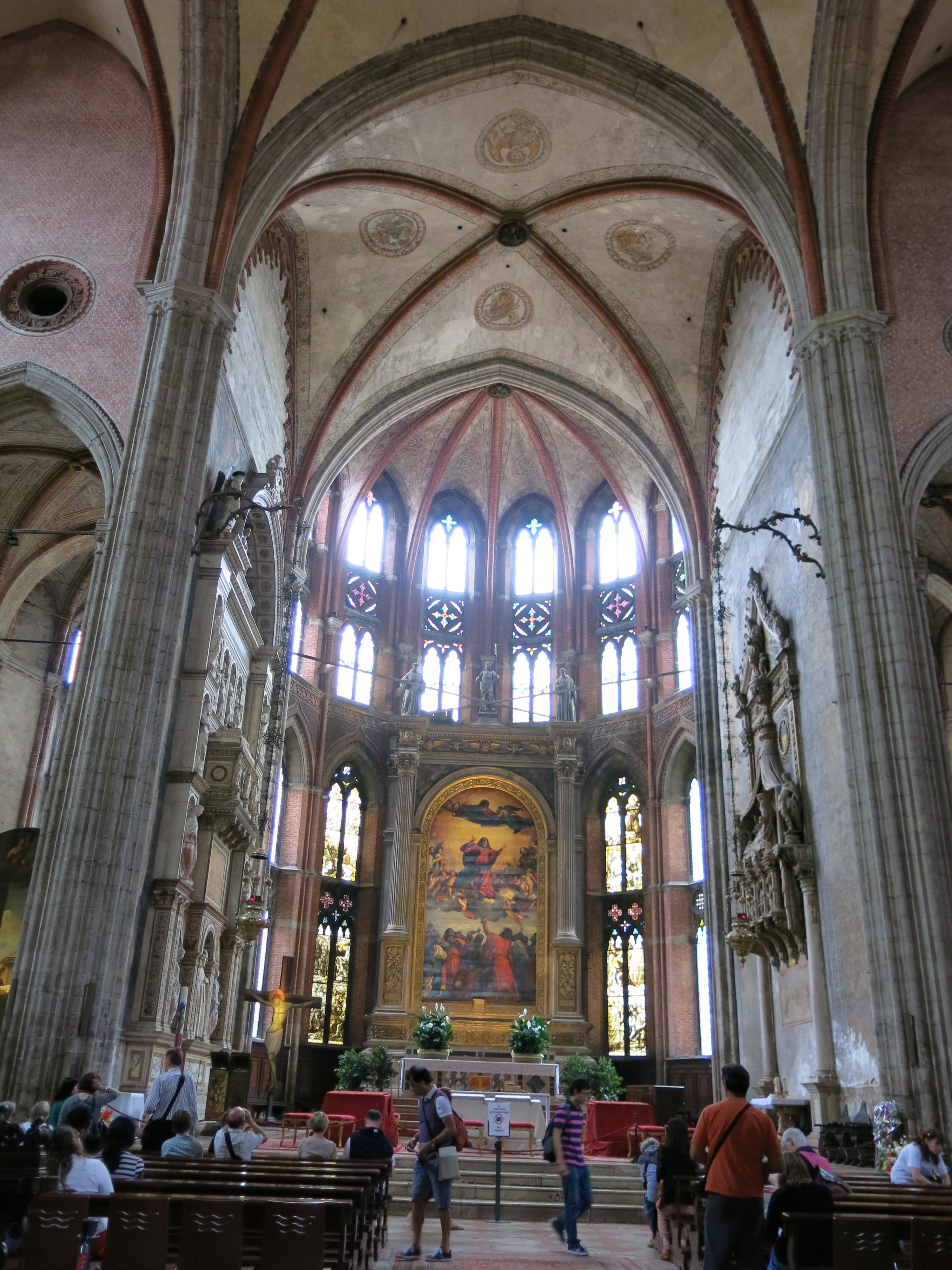
Santa Maria Gloriosa dei Frari-kyrkan med Jungfru Marie himmelsfärd i bakgrunden.
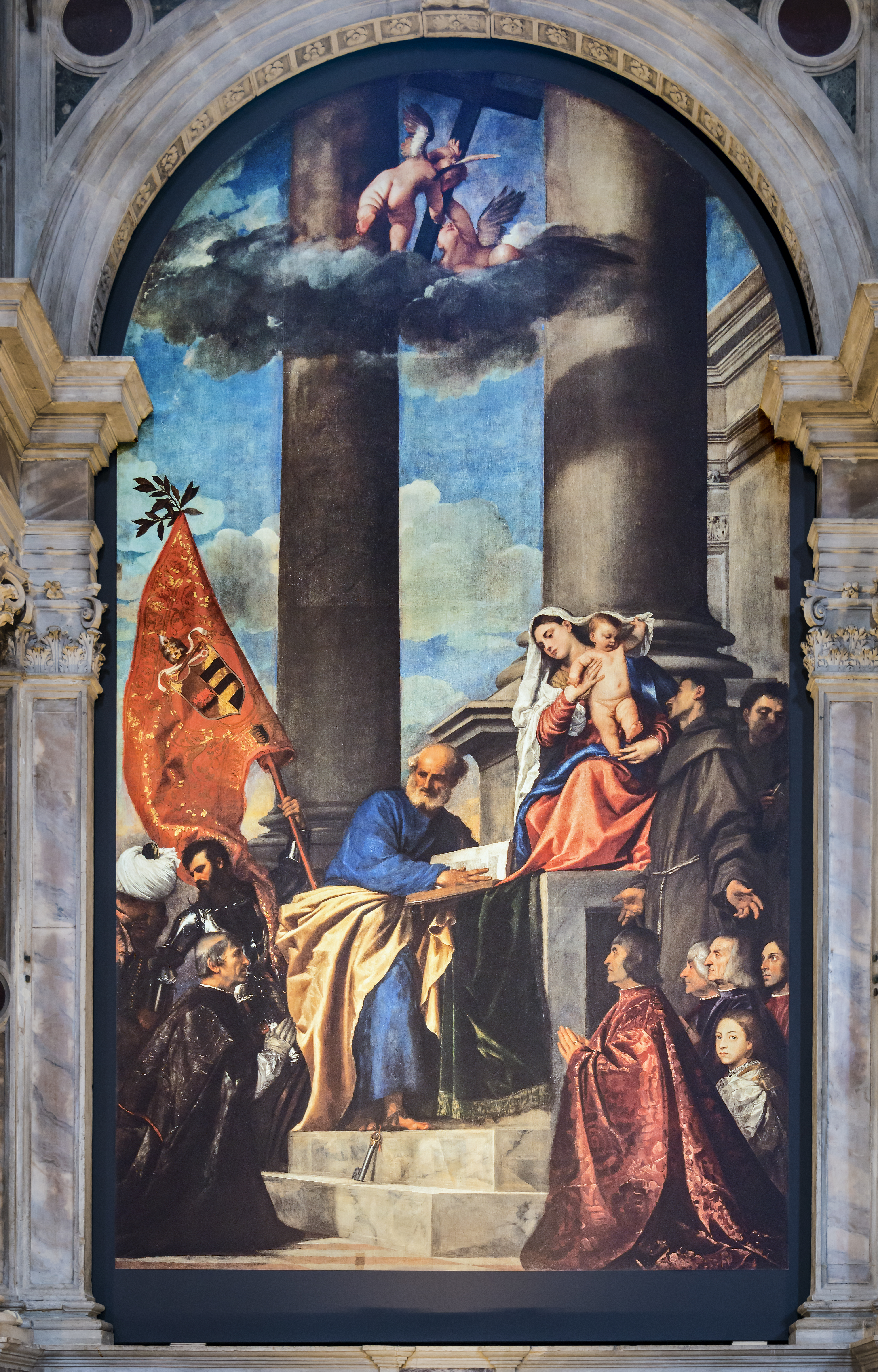
Familjen Pesaros madonna (1526), Santa Maria Gloriosa dei Frari.